# ISO/CEI 8859-5
La norme de codage des caractères ISO/CEI 8859-5 (cyrillique) couvre la plupart des langues slaves utilisant un alphabet cyrillique, y compris le biélorusse, le bulgare, le macédonien, le russe, le serbe et l'ukrainien (partiellement, les caractères manquants “Ґ/ґ” ont été réintroduits en ukrainien en 1991, mais il y manque aussi le nouveau symbole (défini en 2004) de la devise monétaire ukrainienne, la hryvnia, ainsi que celui de l’euro ; la norme ISO/CEI 8859 étant désormais fermée, l’Ukraine a produit un autre jeu de caractères sur 8 bits dérivé de l’ancienne variante ukrainienne KOI8-U de l’ancienne norme soviétique KOI8-R (en voie d’obsolescence) mais utilise de plus en plus soit Unicode, soit le jeu de caractères Windows « ANSI cyrillique » (page de code Windows-1251).

## Tableau
Le jeu de caractères complet est présenté dans le tableau ci-après.
| ISO/CEI 8859-5:1999 | ISO/CEI 8859-5:1999 | ISO/CEI 8859-5:1999 | ISO/CEI 8859-5:1999 | ISO/CEI 8859-5:1999 | ISO/CEI 8859-5:1999 | ISO/CEI 8859-5:1999 | ISO/CEI 8859-5:1999 | ISO/CEI 8859-5:1999 | ISO/CEI 8859-5:1999 | ISO/CEI 8859-5:1999 | ISO/CEI 8859-5:1999 | ISO/CEI 8859-5:1999 | ISO/CEI 8859-5:1999 | ISO/CEI 8859-5:1999 | ISO/CEI 8859-5:1999 | ISO/CEI 8859-5:1999 |
|                     | x0                  | x1                  | x2                  | x3                  | x4                  | x5                  | x6                  | x7                  | x8                  | x9                  | xA                  | xB                  | xC                  | xD                  | xE                  | xF                  |
| ------------------- | ------------------- | ------------------- | ------------------- | ------------------- | ------------------- | ------------------- | ------------------- | ------------------- | ------------------- | ------------------- | ------------------- | ------------------- | ------------------- | ------------------- | ------------------- | ------------------- |
| 0x                  | Inutilisé           | Inutilisé           | Inutilisé           | Inutilisé           | Inutilisé           | Inutilisé           | Inutilisé           | Inutilisé           | Inutilisé           | Inutilisé           | Inutilisé           | Inutilisé           | Inutilisé           | Inutilisé           | Inutilisé           | Inutilisé           |
| 1x                  | Inutilisé           | Inutilisé           | Inutilisé           | Inutilisé           | Inutilisé           | Inutilisé           | Inutilisé           | Inutilisé           | Inutilisé           | Inutilisé           | Inutilisé           | Inutilisé           | Inutilisé           | Inutilisé           | Inutilisé           | Inutilisé           |
| 2x                  | SP                  | !                   | "                   | #                   | $                   | %                   | &                   | '                   | (                   | )                   | *                   | +                   | ,                   | -                   | .                   | /                   |
| 3x                  | 0                   | 1                   | 2                   | 3                   | 4                   | 5                   | 6                   | 7                   | 8                   | 9                   | :                   | ;                   | <                   | =                   | >                   | ?                   |
| 4x                  | @                   | A                   | B                   | C                   | D                   | E                   | F                   | G                   | H                   | I                   | J                   | K                   | L                   | M                   | N                   | O                   |
| 5x                  | P                   | Q                   | R                   | S                   | T                   | U                   | V                   | W                   | X                   | Y                   | Z                   | [                   | \                   | ]                   | ^                   | _                   |
| 6x                  | `                   | a                   | b                   | c                   | d                   | e                   | f                   | g                   | h                   | i                   | j                   | k                   | l                   | m                   | n                   | o                   |
| 7x                  | p                   | q                   | r                   | s                   | t                   | u                   | v                   | w                   | x                   | y                   | z                   | {                   | \|                  | }                   | ~                   |                     |
| 8x                  | Inutilisé           | Inutilisé           | Inutilisé           | Inutilisé           | Inutilisé           | Inutilisé           | Inutilisé           | Inutilisé           | Inutilisé           | Inutilisé           | Inutilisé           | Inutilisé           | Inutilisé           | Inutilisé           | Inutilisé           | Inutilisé           |
| 9x                  | Inutilisé           | Inutilisé           | Inutilisé           | Inutilisé           | Inutilisé           | Inutilisé           | Inutilisé           | Inutilisé           | Inutilisé           | Inutilisé           | Inutilisé           | Inutilisé           | Inutilisé           | Inutilisé           | Inutilisé           | Inutilisé           |
| Ax                  | NBSP                | Ё                   | Ђ                   | Ѓ                   | Є                   | Ѕ                   | І                   | Ї                   | Ј                   | Љ                   | Њ                   | Ћ                   | Ќ                   | SHY                 | Ў                   | Џ                   |
| Bx                  | А                   | Б                   | В                   | Г                   | Д                   | Е                   | Ж                   | З                   | И                   | Й                   | К                   | Л                   | М                   | Н                   | О                   | П                   |
| Cx                  | Р                   | С                   | Т                   | У                   | Ф                   | Х                   | Ц                   | Ч                   | Ш                   | Щ                   | Ъ                   | Ы                   | Ь                   | Э                   | Ю                   | Я                   |
| Dx                  | а                   | б                   | в                   | г                   | д                   | е                   | ж                   | з                   | и                   | й                   | к                   | л                   | м                   | н                   | о                   | п                   |
| Ex                  | р                   | с                   | т                   | у                   | ф                   | х                   | ц                   | ч                   | ш                   | щ                   | ъ                   | ы                   | ь                   | э                   | ю                   | я                   |
| Fx                  | №                   | ё                   | ђ                   | ѓ                   | є                   | ѕ                   | і                   | ї                   | ј                   | љ                   | њ                   | ћ                   | ќ                   | §                   | ў                   | џ                   |